# Mount Carmel (Karolina Południowa)
Mount Carmel – jednostka osadnicza w Stanach Zjednoczonych, w stanie Karolina Południowa, w hrabstwie McCormick.